# Vicepresident del Brasil

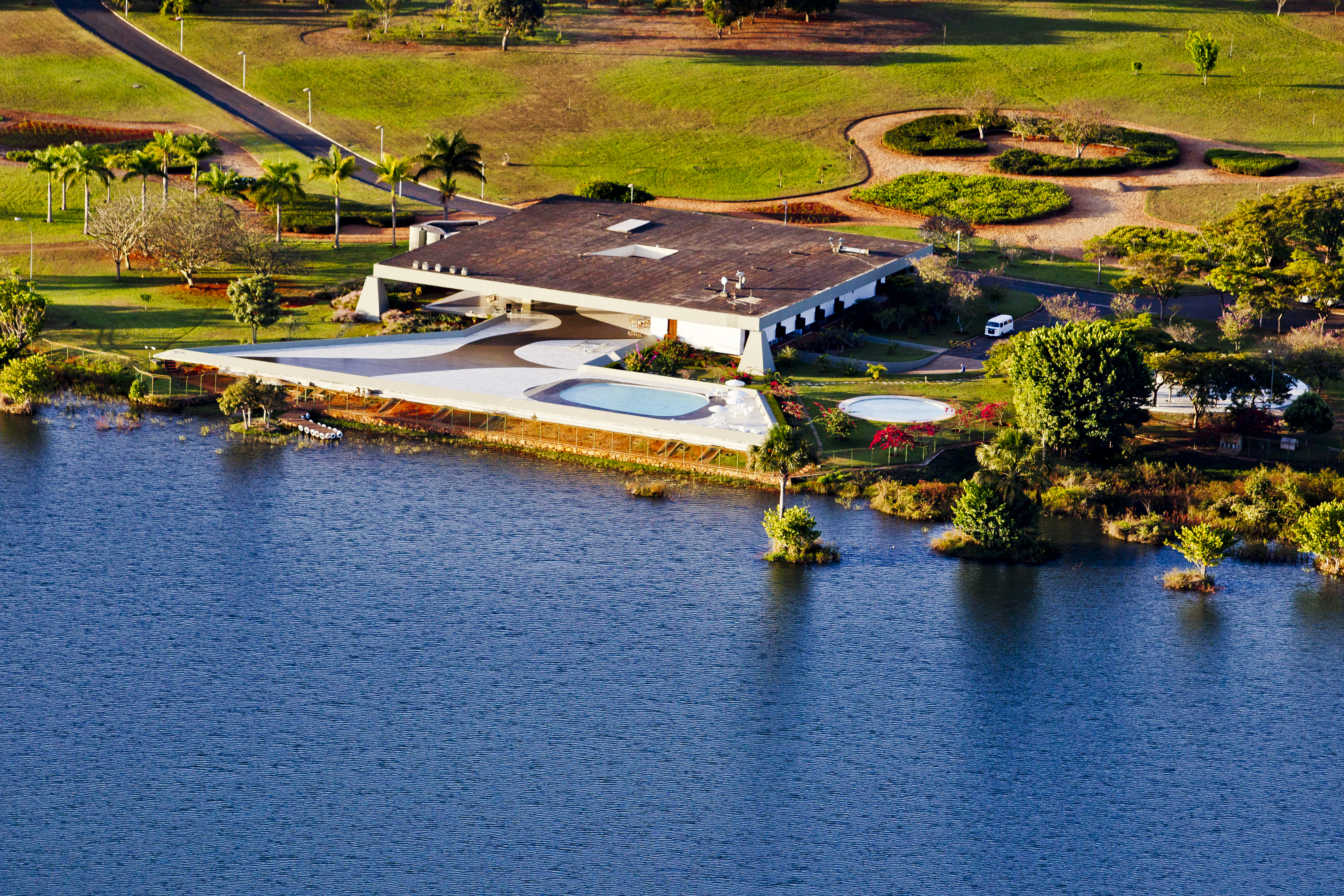
Palau del Jaburu, residència oficial.

El Vicepresident del Brasil és el cap adjunt del govern de la República Federativa del Brasil. Té la funció de substituir el President en el cas de viatge a l'exterior o d'impediment, i succeir-lo en cas de renúncia, mort o destitució del càrrec. El Vicepresident deu assessorar al President si aquest li demana. La Constitució vigent permet que una llei complementària doni noves atribucions al vicepresident. Al llarg de la història, vuit vicepresidents han assumit la presidència.
La residència oficial és el Palau del Jaburu, a Brasília. Va ser construïda als anys 70 per l'arquitecte Oscar Niemeyer.
Des de l'1 de gener de 2023, el càrrec és ocupat per Geraldo Alckmin, elegit junt al president Lula da Silva en les eleccions presidencials de 2022. Substitueix en el càrrec a Hamilton Mourão, general de l'Exèrcit brasiler en la reserva, vice de Jair Bolsonaro.
Els exvicepresidents que estan vius són: José Sarney, 20è vicepresident, nascut el 1930, Michel Temer, 24è vicepresident, nascut el 1940, i Hamilton Mourão, de 1953. L'últim exvicepresident en morir va ser Marco Maciel, el 12 de juny de 2021, als 80 anys.

## Llista de Vicepresidents
| Nº                  | Vicepresident                | Partit            | Inici mandat                                         | President                          | Eleccions       |
| República Velha     | República Velha              | República Velha   | República Velha                                      | República Velha                    | República Velha |
| ------------------- | ---------------------------- | ----------------- | ---------------------------------------------------- | ---------------------------------- | --------------- |
| Càrrec inexistent   | Càrrec inexistent            | Càrrec inexistent | 15 de novembre de 1889                               | Deodoro da Fonseca                 | ---             |
| 1                   | Floriano Peixoto             | cap               | 26 de febrer de 1891                                 | Deodoro da Fonseca                 | 1891            |
| Vacant              | Vacant                       | Vacant            | 23 de novembre de 1891                               | Floriano Peixoto                   |                 |
| 2                   | Manuel Vitorino              | PR Federal        | 15 de novembre de 1894                               | Prudente de Morais                 | 1894            |
| 3                   | Francisco Rosa e Silva       | PR Federal        | 15 de novembre de 1898                               | Campos Sales                       | 1898            |
| —                   | Silviano Brandão             | PRM               | Va morir abans de prendre possessió                  | Rodrigues Alves                    | 1902            |
| Vacant              | Vacant                       | Vacant            | 15 de novembre de 1902                               | Rodrigues Alves                    | 1902            |
| 4                   | Afonso Pena                  | PRM               | 17 de juny de 1903                                   | Rodrigues Alves                    | 1903            |
| 5                   | Nilo Peçanha                 | PRF               | 15 de novembre de 1906                               | Afonso Pena                        | 1906            |
| Vacant              | Vacant                       | Vacant            | 14 de juny de 1909                                   | Nilo Peçanha                       | 1906            |
| 6                   | Venceslau Brás               | PRM               | 15 de novembre de 1910                               | Hermes da Fonseca                  | 1910            |
| 7                   | Urbano Santos                | PRM               | 15 de novembre de 1914                               | Venceslau Brás                     | 1914            |
| 8                   | Delfim Moreira               | PRM               | 15 de novembre de 1918                               | Rodrigues Alves                    | 1918            |
| Vacant              | Vacant                       | Vacant            | 16 de gener de 1919                                  | Delfim Moreira                     | 1918            |
| 8                   | Delfim Moreira               | PRM               | 28 de juliol de 1919                                 | Epitácio Pessoa                    | 1918            |
| Vacant              | Vacant                       | Vacant            | 1 de juliol de 1920                                  | Epitácio Pessoa                    | 1918            |
| 9                   | Bueno de Paiva               | PRM               | 10 de novembre de 1920                               | Epitácio Pessoa                    | 1920            |
| —                   | Urbano Santos                | PRM               | Va morir abans de prendre possessió                  | Artur Bernardes                    | 1922            |
| 10                  | Estácio Coimbra              | PR                | 15 de novembre de 1922                               | Artur Bernardes                    | 1922            |
| 11                  | Fernando de Melo Viana       | PRM               | 15 de novembre de 1926                               | Washington Luís                    | 1926            |
| —                   | Vital Soares                 | PRB               | No va assumir el càrrec degut a la Revolució de 1930 | Júlio Prestes                      | 1930            |
| Era Vargas          |                              |                   |                                                      |                                    |                 |
| Càrrec extint       | Càrrec extint                | Càrrec extint     | 24 d'octubre de 1930                                 | Junta de Govern Provisional        |                 |
| Càrrec extint       | Càrrec extint                | Càrrec extint     | 24 d'octubre de 1930                                 | Getúlio Vargas                     |                 |
| Càrrec extint       | Càrrec extint                | Càrrec extint     | 24 d'octubre de 1930                                 | José Linhares                      |                 |
| República Populista |                              |                   |                                                      |                                    |                 |
| Càrrec extint       | Càrrec extint                | Càrrec extint     | 31 gener 1946                                        | Eurico Gaspar Dutra                |                 |
| 12                  | Nereu Ramos                  | PSD               | 19 de setembre de 1946                               | Eurico Gaspar Dutra                | 1946            |
| 13                  | Café Filho                   | PSP               | 31 de gener de 1951                                  | Getúlio Vargas                     | 1950            |
| Vacant              | Vacant                       | Vacant            | 24 d'agost de 1954                                   | Café Filho                         | 1950            |
| Vacant              | Vacant                       | Vacant            | 24 d'agost de 1954                                   | Carlos Luz                         | 1950            |
| Vacant              | Vacant                       | Vacant            | 24 d'agost de 1954                                   | Nereu Ramos                        | 1950            |
| 14                  | João Goulart                 | PTB               | 31 de gener de 1956                                  | Juscelino Kubitschek               | 1955            |
| 14                  | João Goulart                 | PTB               | 31 de gener de 1956                                  | Jânio Quadros                      | 1960            |
| Vacant              | Vacant                       | Vacant            | 25 d'agost de 1961                                   | Ranieri Mazzilli                   | 1960            |
| Vacant              | Vacant                       | Vacant            | 25 d'agost de 1961                                   | João Goulart                       | 1960            |
| Dictadura Militar   |                              |                   |                                                      |                                    |                 |
| Vacant              | Vacant                       | Vacant            | 2 d'abril de 1964                                    | Ranieri Mazzilli                   |                 |
| 15                  | José Maria Alkmin            | PSD               | 15 d'abril de 1964                                   | Humberto de Alencar Castelo Branco | 1964            |
| 15                  | José Maria Alkmin            | ARENA             | 15 d'abril de 1964                                   | Humberto de Alencar Castelo Branco | 1964            |
| 16                  | Pedro Aleixo                 | ARENA             | 15 de març de 1967                                   | Artur da Costa e Silva             | 1966            |
| Vacant              | Vacant                       | Vacant            | 31 d'agost de 1969                                   | Junta militar de 1969              | 1966            |
| 17                  | Augusto Rademaker            | ARENA             | 30 d'octubre de 1969                                 | Emílio Garrastazu Médici           | 1969            |
| 18                  | Adalberto Pereira dos Santos | ARENA             | 15 de març de 1974                                   | Ernesto Geisel                     | 1974            |
| 19                  | Aureliano Chaves             | ARENA             | 15 de març de 1979                                   | João Figueiredo                    | 1978            |
| 19                  | Aureliano Chaves             | PDS               | 15 de març de 1979                                   | João Figueiredo                    | 1978            |
| 19                  | Aureliano Chaves             | PFL               | 15 de març de 1979                                   | João Figueiredo                    | 1978            |
| Sisena República    |                              |                   |                                                      |                                    |                 |
| 20                  | José Sarney                  | PMDB              | 15 de març de 1985                                   | Tancredo Neves                     | 1985            |
| Vacant              | Vacant                       | Vacant            | 21 d'abril de 1985                                   | José Sarney                        | 1985            |
| 21                  | Itamar Franco                | PRN               | 15 de març de 1990                                   | Fernando Collor de Mello           | 1989            |
| 21                  | Itamar Franco                | PMDB              | 15 de març de 1990                                   | Fernando Collor de Mello           | 1989            |
| Vacant              | Vacant                       | Vacant            | 29 de desembre de 1992                               | Itamar Franco                      | 1989            |
| 22                  | Marco Maciel                 | PFL               | 1 de gener de 1995                                   | Fernando Henrique Cardoso          | 1994            |
| 22                  | Marco Maciel                 | PFL               | 1 de gener de 1995                                   | Fernando Henrique Cardoso          | 1998            |
| 23                  | José Alencar                 | PL                | 1 de gener de 2003                                   | Luiz Inácio Lula da Silva          | 2002            |
| 23                  | José Alencar                 | PRB               | 1 de gener de 2003                                   | Luiz Inácio Lula da Silva          | 2006            |
| 24                  | Michel Temer                 | PMDB              | 1 de gener de 2011                                   | Dilma Rousseff                     | 2010            |
| 24                  | Michel Temer                 | PMDB              | 1 de gener de 2011                                   | Dilma Rousseff                     | 2014            |
| Vacant              | Vacant                       | Vacant            | 31 d'agost de 2016                                   | Michel Temer                       |                 |
| 25                  | Hamilton Mourão              | PRTB              | 1 de gener de 2019                                   | Jair Bolsonaro                     | 2018            |
| 25                  | Hamilton Mourão              | Republicanos      | 1 de gener de 2019                                   | Jair Bolsonaro                     | 2018            |
| 26                  | Geraldo Alckmin              | PSB               | 1 de gener de 2023                                   | Luiz Inácio Lula da Silva          | 2022            |